# Ум (Француска)
Ум (фр. Aumes) је насеље и општина у јужној Француској у региону Лангдок-Русијон, у департману Еро која припада префектури Безје.
По подацима из 2011. године у општини је живело 450 становника, а густина насељености је износила 60,89 становника/km². Општина се простире на површини од 7,39 km². Налази се на средњој надморској висини од 80 метара (максималној 106 m, а минималној 6 m).

## Демографија
| 1962. | 1968. | 1975. | 1982. | 1990. | 1999. | 2011. |
| ----- | ----- | ----- | ----- | ----- | ----- | ----- |
| 267   | 310   | 305   | 286   | 268   | 310   | 450   |

График промене броја становника у току последњих година